# Dawid III
Dawid III (zm. 1721) – cesarz Etiopii od 1716 do śmierci.
Był synem Ijasu Wielkiego. Na tron wstąpił po serii walk ze swoim bratem Bekaffą, doprowadzając do śmierci cesarza Justusa. Sprzyjał zwolennikom kybat, doprowadził do objęcia przez jednego z nich, dedżazmacza Gijorgisa, funkcji bitueddeda. Za jego rządów zwołano również sobór, który miał zdecydować, który z rywalizujących sobą prądów teologicznych zostanie uznany za oficjalne wyznanie kraju (kwiecień 1720). Prowadzone na nim debaty nie przyniosły zadowalającego rozstrzygnięcia - doszło do zbrojnych starć, w które zaangażował się również monarcha (między innymi poprzez zaciąg muzułmańskich oddziałów użytych następnie podczas masakry klasztoru mnichów wspierających teuahdo, Azezo).